# Bifrost-Riverton
Bifrost-Riverton es un municipio canadiense situado en la provincia de Manitoba.

## Superficie
Bifrost-Riverton tiene una superficie de 1643,14 km².

## Demografía
En 2021, tenía 3320 habitantes, una densidad poblacional de 2 hab./km², y 1598 viviendas.